# Очирбатын Бурма
Очирбатын Бурма (монг. Очирбатын Бурмаа, р.8 мая 1982) — монгольская спортсменка, борец вольного стиля, призёр чемпионатов мира и Азии, участница трёх Олимпийских игр.

## Биография
Родилась в 1982 году в Улан-Баторе. В 2003 году стала бронзовой призёркой чемпионата Азии. На чемпионате Азии 2004 года завоевала серебряную медаль, а на Олимпийских играх в Афинах заняла 10-е место. В 2005 году вновь стала обладательницей бронзовой медали чемпионата Азии. В 2006 году завоевала бронзовую медаль Азиатских игр и серебряную медаль чемпионата Азии. В 2008 году вновь стала обладательницей серебряной медали чемпионата Азии. В 2009 году завоевала серебряную медаль чемпионата мира и бронзовую медаль чемпионата Азии. В 2012 году приняла участие в Олимпийских играх в Лондоне, но там стала лишь 8-й. В 2013 и 2014 годах становилась бронзовым призёром чемпионата мира.